# 札幌オープンゴルフチャリティートーナメント
札幌オープンゴルフチャリティートーナメント（さっぽろオープンゴルフチャリティートーナメント）は1975年から開催されている男子ゴルフトーナメント。
道央アマゴルフ研修会主催、イーグルグループ・株式会社正栄プロジェクト特別協賛、北海道ゴルフ連盟・北海道ゴルフ観光協会・北海道新聞社・北海道日刊スポーツ新聞社・道新スポーツ・スポーツニッポン新聞社北海道総局・報知新聞北海道支局・ゴルフネットワーク・北海道ゴルフマガジン後援 。

## 概要・歴史
40回記念大会となった2014年には賞金総額が1000万円増額され、3000万円となり、優勝賞金は800万円とレギュラーツアーにも引けを取らないトーナメントとなる。
地方オープンながらも優勝賞金1000万円が懸けられ、レギュラーツアーからもベテランから若手まで多くのプロが参戦し、優勝者には「ANAオープン」や「HEIWA・PGMチャンピオンシップ」への出場権も与えられる。
2005年の第31回大会から「イーグルカップ札幌オープンゴルフチャリティートーナメント」として開催され、寄付・収益金などは北海道移植医療推進協議会や北海道新聞社会福祉振興基金に寄贈。
2019年の第45回大会で行われたチャリティー活動では、大会観戦入場料、プロアマチャリティーオークションなどで1,232,000円、賞金総額5％の2,000,000円、総額3,232,000円のチャリティー金が集まった。寄付金は、213.2万円を北海道移植医療推進財団へ、110万円を道内の社会福祉支援のために北海道新聞社会福祉振興基金に寄付された。
2020年からは中止していたが、2023年にはワンデイトーナメントとして開催。男子レギュラープロ・シニアプロ、女子プロそれぞれ、ティーイングエリアを変えて同じ賞金を争うことになる。

## 歴代優勝者
- 1975年 - 野辺地純
- 1976年 - 野辺地鼎
- 1977年 - 上原宏一
- 1978年 - 安田信勝
- 1979年 - 野辺地鼎
- 1980年 - 窪田伸二
- 1981年 - 後藤満吉
- 1982年 - 中村俊明、佐藤正一、高井吉春
- 1983年 - 高木良一
- 1984年 - 野辺地純
- 1985年 - 中村俊明
- 1986年 - 斉藤秀和
- 1987年 - 横島由一
- 1988年 - 後藤満吉
- 1989年 - 佐藤正一
- 1990年 - 須藤智
- 1991年 - 上原宏一
- 1992年 - 池田信行
- 1993年 - 高橋勝成
- 1994年 - 高本良一
- 1995年 - 伊沢利光
- 1996年 - 倉本昌弘
- 1997年 - 横島由一
- 1998年 - 谷口徹
- 1999年 - 富永浩
- 2000年 - 横山明仁
- 2001年 - 飯合肇
- 2002年 - 藤田寛之
- 2003年 - 飯合肇
- 2004年 - 丸山智弘
- 2005年 - 甲斐慎太郎
- 2006年 - グレゴリー・マイヤー（アメリカ）
- 2007年 - 宮里聖志
- 2008年 - 高橋竜彦
- 2009年 - 芹澤信雄
- 2010年 - 片山晋呉
- 2011年 - 近藤共弘
- 2012年 - 近藤共弘
- 2013年 - 高松瑠偉
- 2014年 - 矢野東
- 2015年 - 今野康晴
- 2016年 - 香妻陣一朗
- 2017年 - 李泰熙（韓国）
- 2018年 - 星野陸也
- 2019年 - 近藤智弘